# Tony Grimaldi
Tony Grimaldi, född 27 februari 1966 i Köping, Sverige, är en svensk civilingenjör, företagsledare samt vd och koncernchef för Cycleurope. Grimaldi är sedan 2018 styrelseordförande i Cycling Industries Europe (CIE), Bryssel, Belgien.

## Biografi
Tony Grimaldi diplomerades som civilingenjör i maskinteknik vid Kungliga Tekniska Högskolan (KTH) år 1990 och studerade senare vid Handelshögskolan i Stockholm, där han tog examen i Master of Business Administration år 1996.
Grimaldi inledde sin vd-karriär på A.G. Johansons Metallfabrik 1994. 1996 inledde han sin karriär inom Grimaldi Industri-koncernen, till att börja med som operativt ansvarig för ett antal verkstadsbolag. Året därpå blev han vd och ordförande för F.I.V.E. Bianchi S.p.A, Italien, där han var verksam fram till år 2010. Under Grimaldis ledning bildades cykellaget Mercatone Uno–Bianchi som vann 1998 Giro d’Italia och 1998 Tour de France med italienska cyklisten Marco Pantani. Med Bianchi introducerade Grimaldi samma år en av de första el-assisterade cyklarna tillsammans med Yamaha Motor Company i Europa. Grimaldi var även initiativtagare till Team Bianchi som bildades år 2003 där bland annat tyske cyklisten Jan Ullrich ingick i laget.
Mellan åren 2006-2011 var Grimaldi vd för Cycleurope France SA, Frankrike, där han inledde ett samarbete med det franska postverket La Poste, som då bytte ut sina mindre fossildrivna leveransfordon mot elassisterade cyklar. Den franska verksamheten genomgick en omfattande omstrukturering och lanserade elcyklar under det anrika franska varumärket Gitane.
Grimaldi är sedan år 2010 vd och koncernchef för Cycleurope som ingår som en del i Grimaldi Industri AB. Som vd för Cycleurope var Grimaldi, tillsammans med En Svensk Klassiker, med och lanserade Skolklassikern.
2013 anslöt Grimaldi till nätverket Cycling Industry Clubs Advisory Board för att stötta European Cyclists’ Federations arbete. Tillsammans med Kevin Mayne, verkställande direktör, Cycling Industries Europe, utvecklade Grimaldi 2018 nätverket till Cycling Industries Europe. CIE var en bidragande part i att kunna möjliggöra den europeiska cykeldeklarationen, ett EU-initiativ med målet att fördubbla cyklingen i Europa. Deklarationen ratificerades av EU:s transportministrar den 3 april 2024.
Tony Grimaldis kärnintresse i karriären har varit förbättrad folkhälsa i Europa genom utökad aktiv mobilitet, något han beskrivit som Elcykeleffekten.   Grimaldi, omnämnd som Europas okrönte cykelkung, har blivit uppmärksammad för sitt arbete med att skapa nya svenska arbetstillfällen och gröna jobb genom att förflytta Cycleuropes cykelproduktion från utländska marknader till Cycleuropes fabrik i Varberg, Sverige.     

## Styrelseuppdrag
- World Federation of the Sporting Goods Industry (WFSGI) (styrelseledamot)
- Cycling Industries Europe (CIE), Bryssel, Belgien (grundare och styrelseordförande)
- SaltX Technology Holding AB (styrelseledamot 2018-2024)[9]
- Advisory board of ECF-European Cyclists Federation (CIC) (styrelseordförande 2014-2018)
- Gymnastik och Idrottshögskolan (GIH) (styrelseledamot 2013-2022)
- Grimaldi Industri AB (styrelseledamot)

## Utmärkelser
Tony Grimaldi tilldelades Jan Carlzons Stipendium för Visionärt Ledarskap 1995. Grimaldi mottog även StyrelseAkademiens Guldklubba för Halland år 2018.

## Familj
Tony Grimaldi är gift med Ritva Grimaldi. Tillsammans har de fyra barn. Tony Grimaldi är son till Salvatore Grimaldi, en svensk entreprenör och vd i Grimaldi Industri AB.